# Szabalpálma
A szabalpálma (Sabal) a pálmafélék (Areacea) családjába és az üstököspálma-formák (Coryphoideae) alcsaládjába tartozó nemzetség.

## Fajok
- Sabal bermudana – bermudai szabalpálma
- Sabal blackburniana
- †Sabal bracknellense – (kihalt)
- Sabal causiarum – sombrero-szabalpálma
- Sabal domingensis – dominikai szabalpálma
- Sabal etonia – floridai szabalpálma
- Sabal gretheriae
- Sabal guatemalensis – guatemalai szabalpálma
- †Sabal jenkinsii – (kihalt)
- Sabal maritima – jamaikai szabalpálma
- Sabal mauritiiformis
- Sabal mexicana – mexikói szabalpálma
- Sabal miamiensis – miami szabalpálma
- Sabal minor – törpe szabalpálma
- Sabal palmetto – közönséges szabalpálma
- Sabal parviflora – kisvirágú szabalpálma
- Sabal pumos – pompás szabalpálma
- Sabal rosei
- Sabal uresana – sonorai szabalpálma
- Sabal yapa